# Stazione di Furano
La stazione di Furano (富良野駅?, Furano-eki) è la principale stazione ferroviaria della città di Furano, nota località turistica invernale ed estiva dell'Hokkaidō, in Giappone. La stazione si trova lungo la linea principale Nemuro, ed è origine della linea Furano, che la collega direttamente con la stazione di Asahikawa.

## Linee ferroviarie
JR Hokkaido
■ Linea Nemuro
■ Linea Furano

## Struttura della stazione
La stazione è realizzata in superficie, con due banchine a isola per quattro binari passanti. Il fabbricato viaggiatore, a un solo piano, è dotato di un chiosco, un piccolo ristorante di udon e soba, servizi igienici e biglietteria presenziata (aperta dalle 7:00 alle 18:00).
| 2   | ■ Linea principale Nemuro | per Takikawa e Sapporo          |
| 3   | ■ Linea principale Nemuro | per Shintoku, Obihiro e Kushiro |
| 4-5 | ■ Linea Furano            | per Biei e Asahikawa            |

## Stazioni adiacenti
| «                       | Servizio                | »                       |
| Linea principale Nemuro | Linea principale Nemuro | Linea principale Nemuro |
| ----------------------- | ----------------------- | ----------------------- |
| Shimanoshita            | Locale                  | Nunobe                  |
| Linea Furano            |                         |                         |
| Capolinea               | Locale                  | Gakuden                 |